# Iunre
Iunre, Iwn-Ra', va ser un príncep egipci de la IV Dinastia. Era fill del rei Khefren. Va rebre el seu nom de Ra.

## Títols
Els seus títols coneguts eren els següents:
- El rei de l’Alt i Baix Egipte, Khefren, el seu fill gran del seu cos

- Ritualista principal del seu pare, escrivà del llibre de Déu del seu pare, únic confident del seu pare,

- Director del Palau

- Guardià dels secrets de la Casa del Matí

- Sacerdot de les ànimes de Nekhen..., gran sacerdot

- Supervisor de totes les obres

- Honrat pel seu pare, secretari del seu pare, qui està al [cor] del seu pare

## Tomba
La tomba d'Iunre és la G 8466, situada al Camp Central de la necròpolis de Guiza, i va ser excavada per l'egiptòleg egipci Selim Hassan. La tomba està tallada a la roca i el pati conté l'estàtua d’un home a mida natural. El pati també conté una fossa. Una entrada condueix des del pati fins a la capella, que consisteix en una sola sala tallada a la roca. En un racó d’aquesta capella hi ha una altra fossa funerària. Aquest eix condueix a una cambra funerà, on shi va trobar un gran nombre de cossos.

## Referència
1. ↑  Dodson i Hilton, 2004.
2. 1 2  Hassan, 1950, p. Part 3: The Mastabas of the Sixth Season and their Description.
3. ↑  «G 8466» (en anglès).   Digital Giza. [Consulta: 19 gener 2021].